# Rio Gorova (Râul Alb)
O Rio Gorova é um rio da Romênia, afluente do Râul Alb, localizado no distrito de Hunedoara.